# Sphenoptera brandli
Sphenoptera brandli es una especie de escarabajo del género Sphenoptera, familia Buprestidae. Fue descrita científicamente por Niehuis en 2001.

## Distribución
Habita en la región paleártica.